# أعلى محمد بن الحسن علي
ولد الاِمام أعلى محمد سنة 553 هـ في قلعة آلموت ، وتولّى الاِمامة بعد وفاة أبيه سنة 561 هـ ، وهو في الثامنة من عمره.
ووجّه عناية خاصّة (للمناظرات العلمية ) فخصّص يوماً واحداً من كلّ أُسبوع لاِجراء المناظرات الفلسفية ، والفقهية بين الدعاة ، يحضرها بنفسه ليحكم بين المتناظرين فيعلّيهم ويرقّيهم في مراتب الدعوة ، حسب ما يظهروه من كفاءة علميّة ، وهذا ما ساعد الدعاة على تفهّم أُصول المذهب الاسماعيلي.
توفي الاِمام أعلى محمد سنة 607 هـ ودفن في قلعة آلموت بعد أن نصَّ على ولاية ابنه جلال الدين ، وأستمرت إمامته للنزاريين 46 سنة.
| قبله: الحسن علي بن حسن القاهر | أئمة الإسماعيلية النزارية | بعده: جلال الدين حسن بن أعلى محمد |